# Haplorchiasis
Die Haplorchiasis ist eine parasitäre Erkrankung des Menschen, die durch Zwergdarmegel der Gattung Haplorchis hervorgerufen wird.

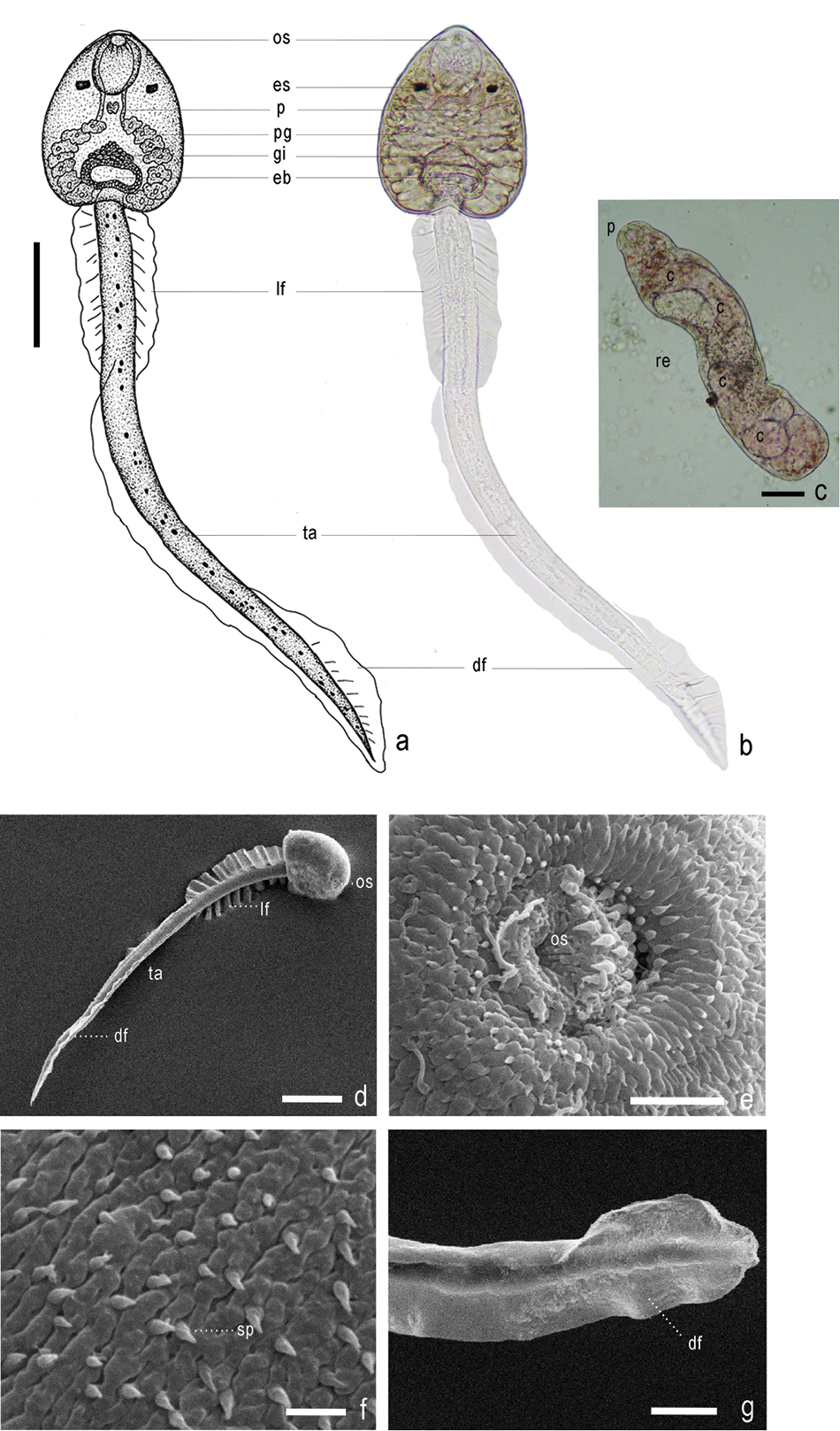
Haplorchis taichui

Als Auslöser kommen Haplorchis taichui, Haplorchis pumilio, Haplorchis yokogawai und Haplorchis vanissimus in Frage. Die Ansteckung erfolgt durch Aufnahme von Metazerkarien dieser Arten mit rohem oder ungenügendend erhitzen Süßwasserfisch, welcher zweiter Zwischenwirt für diese Egel ist. Infektionen kommen vor allem in Südostasien, vor allem Vietnam, Thailand, Kambodscha und Myanmar. Aber auch in Brasilien und am Victoriasee kommen in jüngerer Zeit vermehrt Fälle vor.
Ähnlich wie Infektionen mit anderen Darmegeln wie die Heterophyose und die Metagonimose kann der Befall auch ohne Symptome verlaufen. Bei stärkerem Befall können Bauchschmerzen, Mattigkeit und Blähungen auftreten. Die Erkrankung kann durch den Nachweis von Eiern im Stuhl nachgewiesen werden. Da die Eier sich von denen anderer Darm- und Leberegel nur wenig unterschieden, ist eine molekularbiologische Untersuchung zur Erregerbestimmung sinnvoller. Die Behandlung erfolgt mit Praziquantel über drei Tage.
Vorbeugend sollte auf den Verzehr roher oder unzureichend erhitzter Fische (Sushi und Sashimi) verzichtet werden. Durch Garen (100 °C über mindestens 15 Minuten) und Einfrieren werden die Metazerkarien sicher abgetötet. Auch bei mangelnder Küchenhygiene kann es zur Kontamination von Fischteilen mit Metazerkarien kommen. In der EU muss roher Fisch vor dem Verzehr mindestens 24 Stunden bei −20 °C durchgefroren werden. Seuchenhygienisch müssen die Infektionsketten unterbunden werden, so dass keine Eier mit Fäkalien in Gewässer, vor allem in Fischteiche, und damit in den ersten Zwischenwirt (Süßwasserschnecken) gelangen.